# 適応 (医学)
適応（てきおう、英: indication）とは、医療分野において、治療、投薬、手術や検査など医療行為の正当性、妥当性を意味する。一つの処置や投薬に複数の適応が存在することもある。いかなる場合でも施行する妥当性があることは「絶対的適応」、状況によっては妥当な場合は「相対的適応」と表現する。適応は、一般的に診断という用語と混同されやすい。診断とは、特定の「医学的」状態が存在するという評価であり、適応とは医療行為を行う理由である。適応の反対は禁忌であり、治療のリスクが明らかに利益を上回るため、ある医療行為を差し控える理由である。
- 「健康保険適応がある」とは、医療費の一部または全部が保険から支払われ、保険者や被保険者（診療を受けた者、患者）の負担が軽減する状態を指す。なお、保険適応に関しては保険適用[5][6]という用語も混在して用いられている。適応と適用、どちらが正しいかに関しては、後者が本来、日本語としては正しいとする説もある[7]。
- 医師は処方箋を書く際、使いたい薬剤の適応のある疾患名を、診療録の病名及び主要症状に記す必要がある。